# Кончеи
Конче́и (итал. Concei) — упразднённая коммуна в Италии, расположена в автономной области Трентино-Альто-Адидже, подчиняется административному центру Тренто. Ныне является фракцией коммуны Ледро. 
Население коммуны, на 31.12.2009 года, составляло 862 человека, плотность населения — 28,36 чел./км². Коммуна занимала площадь 30,39 км². 
Почтовый индекс — 38060. Телефонный код — 0464.
Покровителем коммуны почитается святитель Мартин Турский, день его памяти ежегодно отмечается 11 ноября.

## История
Муниципалитет Кончеи был упразднён 1 января 2010 года, с целью создания новой коммуны Ледро. Она была создана путём объединения соседних муниципалитетов Кончеи, Бедзекка, Молина-ди-Ледро, Пьеве-ди-Ледро,Тиарно-ди-Сопра и Тиарно-ди-Сотто.

## Демография
Динамика населения: